# 王純碧
王純碧（1916年4月25日—1981年7月25日），四川省遂寧縣欄江鎮人，民國三十七年（1948年）第一屆立法委員選舉中被選為四川省婦女立法委員。

## 生平[2][3][4][5][6][7]
- 民國6年（1916年）出生在一個小仕宦家庭，父親王選樓曾在前清翰林院任孔目。不幸父親早逝，自幼由母親撫養，並聘請一傳教士為其教導學業，故其幼年時即受西學薰陶。
- 稍長，赴省城成都就讀陝西街的華英女子中學。
- 畢業後，考入孫倬章先生創辦之民立大學。旋民立停辦，復考入四川大學教育系。時其兄促令其回家完婚，並斷絕經濟供給，王純碧遂向遂寧法院起訴得直，得先父所遺夏家壩產業中之一部分。大學畢業後，王又將該產業交給兄長家的侄輩。
- 民國廿二年（1933年），王純碧與同學內江人汪輝在成都成婚
- 王純碧大學畢業後即在成都市各中小學擔任教員，抗戰初期王純碧回內江接任內江縣鄉師校長。
- 民國五十九年（1970年）6月11日，因台語問題，王純碧在立法院教育委員會質詢教育部文化局長王洪鈞：「長此下去，勢必導致國語消沈，方言猖獗。倘為企圖分化民族、割裂國土的政治野心家，利用語言的隔閡、陰謀不軌，則228事件又將重演，後果不堪設想，大可動搖國本，小則可逼遠地人無路可走而跳海。」。
- 民國七十年（1981年）七月廿五日夜，王純碧在臺北病逝。
- 民國七十六年（1987年）四月三日其子汪天放致內政部申請申辦繼承王純碧遺產登記[8]

## 簡歷[9]
- 國立四川大學教育學學士
- 革命實踐研究院廿五期
- 成都市各中小學教員
- 內江縣鄉村師範學校校長
- 四川省立教育科學館專門委員
- 國立四川大學講師
- 私立成華大學附中校長
- 省立江北女師校長

### 立法院出席會期
第1屆第1會期：教育文化委員會；第1屆第1會期：農林及水利委員會；第1屆第1會期：內政及地方自治委員會；第1屆第6會期：交通委員會；第1屆第6會期：教育委員會；第1屆第7會期：教育委員會；第1屆第7會期：經濟委員會；第1屆第8會期：教育委員會；第1屆第8會期：經濟委員會；第1屆第9會期：教育委員會；第1屆第9會期：經濟委員會；第1屆第10會期：經濟委員會；第1屆第10會期：教育委員會；第1屆第11會期：教育委員會；第1屆第12會期：僑政委員會；第1屆第13會期：交通委員會；第1屆第14會期：教育委員會；第1屆第15會期：教育委員會；第1屆第16會期：教育委員會；第1屆第17會期：內政委員會；第1屆第18會期：教育委員會；第1屆第19會期：教育委員會；第1屆第20會期：教育委員會（召委）；第1屆第21會期：教育委員會（召委）；第1屆第22會期：教育委員會；第1屆第23會期：教育委員會（召委）；第1屆第24會期：教育委員會；第1屆第25會期：教育委員會；第1屆第26會期：教育委員會（召委）；第1屆第27會期：教育委員會；第1屆第28會期：教育委員會（召委）；第1屆第29會期：教育委員會（召委）；第1屆第30會期：教育委員會；第1屆第31會期：教育委員會；第1屆第32會期：教育委員會；第1屆第33會期：教育委員會；第1屆第34會期：教育委員會；第1屆第35會期：教育委員會；第1屆第36會期：預算委員會；第1屆第37會期：教育委員會；第1屆第38會期：教育委員會；第1屆第39會期：教育委員會；第1屆第40會期：教育委員會；第1屆第47會期：紀律委員會（召委）；第1屆第47會期：教育委員會（召委）；第1屆第48會期：紀律委員會（召委）；第1屆第48會期：教育委員會（召委）；第1屆第59會期：教育委員會（召委）；第1屆第60會期：教育委員會（召委）；第1屆第65會期：教育委員會（召委）；第1屆第66會期：教育委員會（召委）